# Prisión Pitești
La Prisión Pitești (en rumano: Închisoarea Pitești) era una edificación penal en Pitești, Rumania, principalmente recordada por un experimento de re-educación (también conocido como Experimentul Pitești – el "Experimento Pitești" o Fenomenul Pitești – el "Suceso Pitești") llevado a cabo entre diciembre de 1949 y septiembre de 1951, durante el gobierno del partido Comunista. El experimento, implementado por un grupo de prisioneros bajo la supervisión de la administración de la prisión, fue diseñado como un intento de "reeducación" mediante métodos violentos de los prisioneros políticos (mayoritariamente jóvenes) seguidores principalmente de la Guardia de Hierro fascista, así como miembros sionistas de la comunidad judía en Rumanía. La república socialista de Rumanía se adhirió a una doctrina de ateísmo estatal así que los reclusos de la prisión de Pitești incluyeron creyentes religiosos, así como cristianos seminaristas. De acuerdo con el escritor Romulus Rusan el objetivo del experimento era re-educar a los prisioneros por condenas religiosas pasadas e ideología, y, finalmente, alterar sus personalidades al punto de alcanzar una obediencia absoluta. Las estimaciones sobre el número total de personas que sufrieron el experimento van desde 1.000, 2.000, y hasta 5.000. El periodista Laurențiu Dologa afirma que casi 200 personas murieron en Pitești. Aun así el historiador Mircea Stănescu afirma que solo 22 muertes se produjeron durante el periodo del experimento, y sólo 16 de ellos con participación documentada y confirmada en la "re-educación".
Después de la purga política de la dirigente rumana del Partido Comunista Ana Pauker, el experimento se detuvo porque el régimen comunista rumano estaba dejando de lado a sus líderes estalinistas. Los capataces fueron juzgados; mientras que veinte de los prisioneros que participaron fueron condenados a muerte, y los funcionarios solo recibieron penas leves.
El periodista y activista anticomunista Virgilio Ierunca se refirió al "experimento de re-educación" como el más grande y más intensivo programa de tortura y lavado de cerebro  del Bloque Oriental. En términos aún más contundentes, el premio Nobel de literatura y superviviente delGulag Aleksandr Solzhenitsyn lo llamó "el acto más terrible de barbarismo en el mundo contemporáneo." El ex-detenido Gheorghe Boldur-Lățescu ha descrito el Experimento Pitești como "único en la historia de delitos de lesa humanidad".
La investigadora Monica Ciobanu señaló que, como parte de la política poscomunista rumana y la tendencia a reincorporar una ideología nacionalista dentro de la retórica anticomunista la derecha conservadora ha intentado para reconstruir el pasado reciente transformando a las víctimas de Pitești en mártires y héroes, reclutando para este fin a varias organizaciones cuasi-religiosas: el la iglesia rumana ortodoxa y algunos disidentes anteriores y organizaciones civiles. La oposición a esta tendencia ha venido principalmente del Instituto Nacional Elie Wiesel  y otros implicados en el estudio del Holocausto en Rumanía.

## Historia

### Principios
La prisión en sí fue construida en una etapa más anterior. El trabajo en ella había comenzado en 1937, debajo el gobierno del Rey Carol II, y se completó en 1941, durante el gobierno de Ión Antonescu. En ese momento, era el centro de detención más moderno de Rumanía. Ubicado en el extremo norte de Pitești. El edificio se estructuró en cuatro niveles: sótano, planta baja y dos pisos superiores, dispuestos en un diseño en forma de T. Los primeros presos políticos que albergó llegaron en 1942; se trataba de estudiantes de secundaria sospechosos de haber participado en la  rebelión de los legionarios. Durante un tiempo después de la proclamación de la república popular de Rumanía en diciembre de 1947,  continuó albergando principalmente a los culpables de delitos menores. [cita requerida] Poco después del establecimiento de la Securitate en agosto de 1948, la prisión de Pitești se convirtió en un centro de detención para estudiantes universitarios. En abril de 1949, el director de la prisión Pitești era Alexandru Dumitrescu.
Según los rusos, los primeros intentos de "reeducación" se habían producido en la prisión de Suceava, continuando en una manera violenta en Pitești y, menos violentamente, en la prisión de Gherla. El grupo de supervisores se había formado a partir de personas que habían sido arrestadas y declaradas culpables de delitos políticos. Su dirigente, Eugen Țurcanu, un prisionero y miembro anterior de la Guardia de Hierro, que también se había afiliado hacía poco al Partido Comunista antes de ser purgado, descontento con los avances en Suceava, propuso utilizar medios violentos para potenciar el proceso, obteniendo la aprobación de la administración de la prisión Pitești. Țurcanu, que probablemente actuaba a los órdenes del subjefe de Securitate Alexandru Nikolski, seleccionó una unidad estrecha de supervivientes de re-educación como sus asistentes en la realización de tareas políticas. Este grupo se llamó la Organizația Deținuților cu Convingeri Comuniste (ODCC, "Organización de Detenidos con Creencias Comunistas"), e incluía al futuro sacerdote ortodoxo y al disidente Gheorghe Calciu-Dumitreasa y al judío detenido Petrică Fux.

## Torturas

### Etapas de "reeducación"

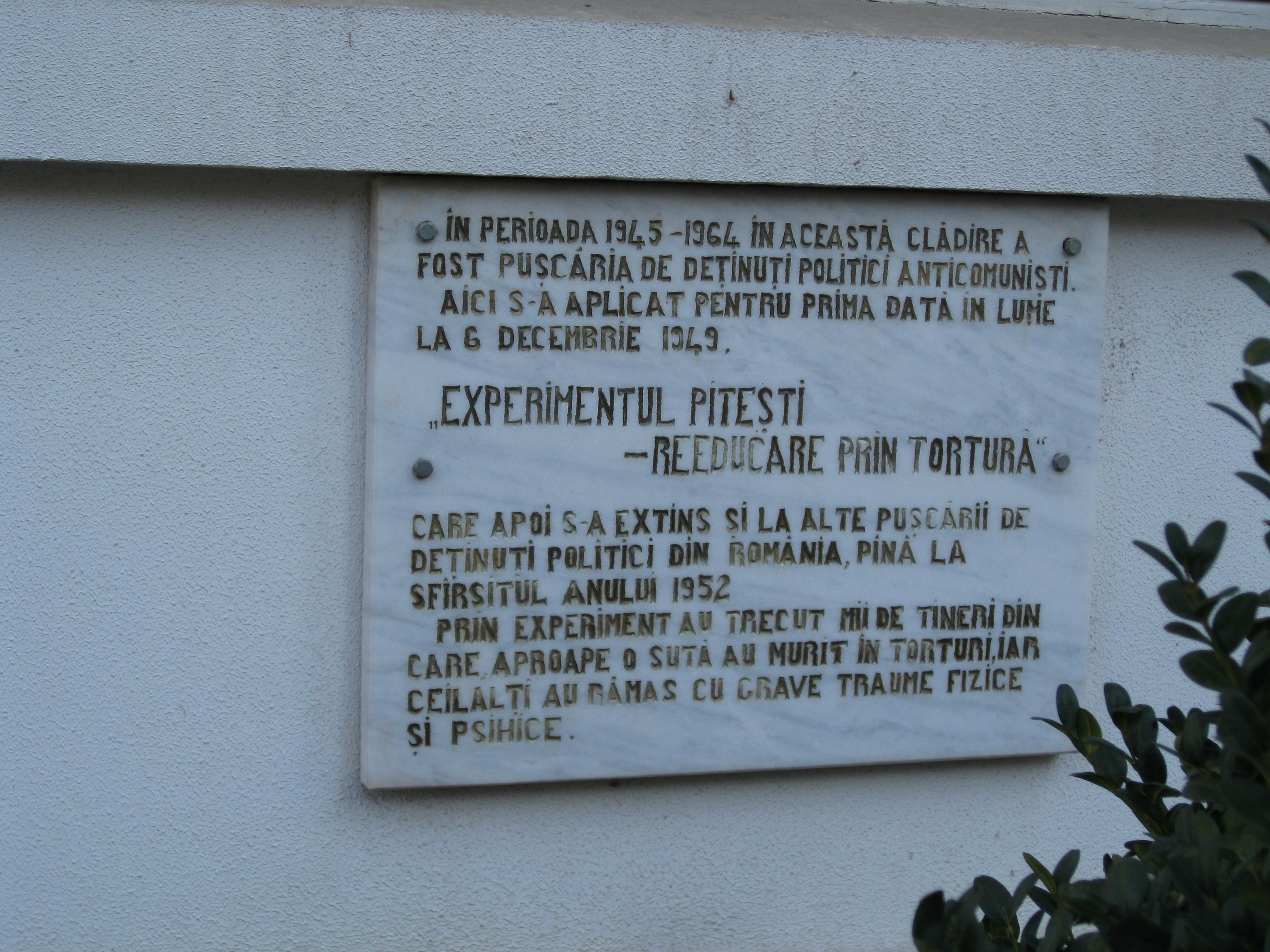
Placa conmemorativa en la entrada de la prisión

Según los escritores Ruxandra Cesereanu y Romulus Rusan el proceso iniciado en 1949 implicó castigo psicológico (principalmente a través de la humillación) y la tortura física. Inicialmente el director de la prisión, Dumitrescu, no estaba a favor de re-educación; Sin embargo, cambió de rumbo después de que Ion Marina, el representante local de la Securitate, lo presionara. Marina estaba coordinando estrechamente con el liderazgo de la Dirección de Penitenciarías, particularmente con Iosif Nemeș, el jefe del Servicio de Operaciones, y con Tudor Sepeanu, el jefe de los Servicios de Inspección.
A los detenidos, que eran objeto de palizas regulares y severas, se les exigía que se torturaran entre sí, con el objetivo de desalentar las lealtades pasadas. Los guardias los obligaban a asistir a sesiones de instrucción política programadas o ad hoc, sobre temas como el materialismo dialéctico y el discurso breve de la historia de Joseph Stalin del CPSU(B), normalmente acompañado por violencia aleatoria y delación animada (demascare, literalmente "desenmascarar") por varios delitos menores reales o inventados. Según un participante anterior en la "re-educación", de vez en cuando, el director de la prisión, Dumitrescu, participaba personalmente en esas palizas.

#### Primera etapa
Cada sujeto del experimento era inicialmente interrogado a fondo, con la tortura aplicada como un medio para exponer detalles íntimos de su vida ("desenmascaramiento externo"). Por lo tanto, se les pidió que revelaran todo lo que se pensaba que habían ocultado de interrogatorios anteriores; con la esperanza de escapar de la tortura, muchos presos confesarían fechorías imaginarias.

#### Segunda etapa
La segunda fase, "desenmascaramiento interno", requería que los torturados revelaran los nombres de quienes se habían comportado de manera menos brutal o con relativa indulgencia con ellos durante la detención.

#### Tercera etapa
También se impuso la humillación pública, normalmente en la tercera etapa ("desenmascaramiento de la moral pública"), los presos se vieron obligados a denunciar todas sus creencias, lealtades y valores personales. En particular, los presos religiosos tuvieron que blasfemar sobre símbolos religiosos y textos sagrados.

### Métodos de tortura
Según Virgilio Ierunca (un activista anticomunista y miembro de la Comisión Presidencial para el Estudio de la Dictadura Comunista en Rumanía), el bautismo cristiano fue ridiculizado horriblemente. Los guardias cantaron ritos bautismales mientras se llevaban cubos de orina y materia fecal a los reclusos. La cabeza del recluso fue empujada a las aguas residuales; su cabeza permanecería sumergida casi hasta la muerte. Luego se levantó la cabeza, se permitió al recluso respirar, solo para que su cabeza fuera empujada de nuevo hacia las aguas residuales.
Ierunca afirma además que los cuerpos enteros de los presos fueron quemados con cigarrillos; sus nalgas comenzaban a pudrirse y se les caía la piel como si sufrieran de lepra. Otros fueron obligados a tragar cucharadas de excrementos, y cuando los volvieron a tirar, se vieron obligados a comer su propio vómito. Se pidió a los presos que aceptaran la noción de que los miembros de su propia familia tenían varios rasgos criminales y grotescos; se les exigió que escribieran autobiografías falsas, que incluían relatos de comportamiento desviado.
Además de la violencia física, se suponía que los reclusos sometidos a "re-educación" trabajaban durante períodos agotadores realizando tareas humillantes, por ejemplo, limpiar el suelo con un trapo apretado entre los dientes. Los reclusos estaba malnutridos y mantenidos en condiciones degradantes e insalubres.
Sin poder resistir la violencia física y psicológica, algunos presos intentaron suicidarse cortándose las venas: 164  Dos de los presos, Gheorghe Șerban y Gheorghe Vătășoiu, terminaron con sus vidas arrojándose por la abertura entre las escaleras, antes de que se instalaran las redes de seguridad.: 169–173   Muchos murieron a causa de las heridas sufridas durante las palizas y las torturas. Alexandru Bogdanovici, uno de los iniciadores del proceso de re-educación en Suceava, fue torturado repetidamente hasta su muerte en abril de 1950: : 208 

### Origen
El historiador Adrian Cioroianu argumentó que las técnicas utilizaron por el ODCC podrían haberse derivado en última instancia de los controvertidos principios de pedagogía y penología  de Anton Makarenko  con respecto a la rehabilitación. Sin embargo, tal conexión fue cuestionada por el historiador Mihai Demetriade, quien señaló que existían casos similares de violencia extrema dentro de los grupos de la Guardia de Hierro encarcelados antes del advenimiento del régimen comunista.

### Selección para campos de trabajo
La prisión también aseguró una selección preliminar para los campos de trabajo en el Canal del Danubio-Mar Negro, Ocnele Mari, donde se suponía que los escuadrones de ex reclusos ampliarían el experimento.

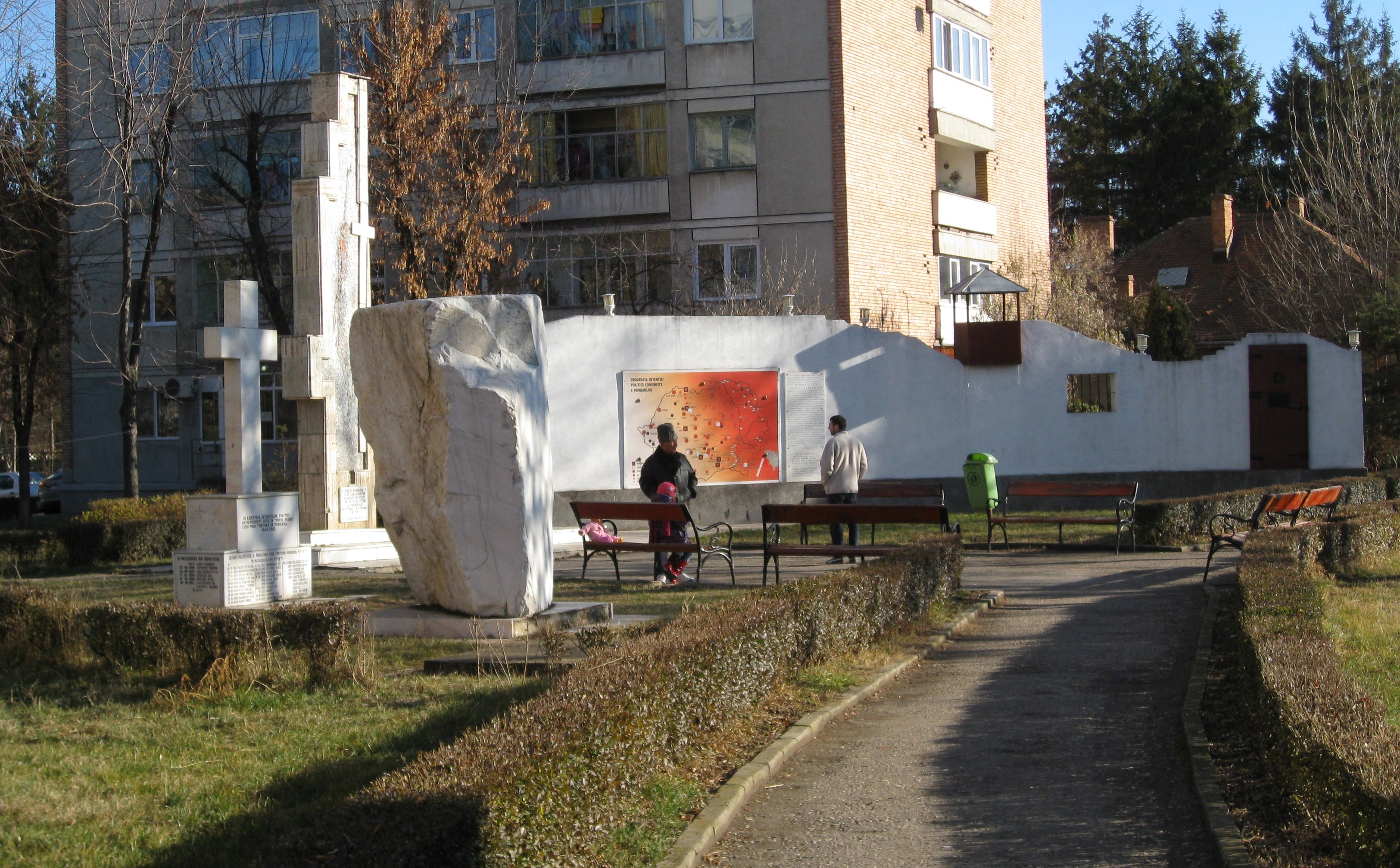
Pitești Monumento de prisión

En 1952, cuando Gheorghe Gheorghiu-Dej maniobró con éxito contra el Ministro del Interior Teohari Georgescu, las propias autoridades detuvieron el proceso. La ODCC se enfrentó en secreto a un juicio por abuso, y el 10 de noviembre de 1954 se dictaron más de veinte condenas a muerte.  Țurcanu fue considerado responsable del asesinato de 30 prisioneros y del abuso ejercido sobre otros 780. Él y dieciséis cómplices fueron ejecutados por un pelotón de fusilamiento el 17 de diciembre en la prisión de Jilava. Los funcionarios de Securitate que habían supervisado el experimento se probaron al año siguiente; todos recibieron sentencias leves y fueron liberados poco después. El coronel Sepeanu fue detenido en marzo de 1953 y condenado a 8 años el 16 de abril de 1957, pero fue indultado y puesto en libertad el 13 de noviembre de ese año. Respondiendo a las nuevas pautas ideológicas, la corte concluyó que el experimento había sido el resultado de la infiltración exitosa de agentes de la Guardia de Hierro de Horia Sima y estadounidenses en la Securitate, con el objetivo de desacreditar la aplicación de la ley rumana.
Abandonado y parcialmente en ruinas, el edificio fue vendido a una empresa constructora en 1991, después de la Revolución de 1989; varias de las instalaciones han sido demolidas o sufrieron cambios importantes. Se construyó un monumento frente a la entrada de la prisión.
Según el historiador rumano Mircea Stănescu, decenas de personas murieron en el "experimento Pitești"; su objetivo no era matar a los internos, sino "re-educarlos". Para una exhibición de arte de 2017 en la antigua prisión de Pitești, el artista Cătălin Bădărău esculpió figuras retorcidas en los pasillos o en las celdas; una figura estaba torpemente de pie sobre su cabeza, otras tenían las manos atadas a la espalda o se cubrían la cara. Según Bădărău, "Eran personas fuertes cuando fueron a la cárcel, pero salieron destrozados. Pero a la inversa, se convirtieron en gigantes espirituales".

## Presos
- Aristide Blank
- Gheorghe Calciu-Dumitreasa
- Ștefan Cârjan
- Corneliu Coposu
- Valeriu Gafencu
- Ion Ioanid
- Gheorghe Mihail
- Elisabeta Rizea
- Alexandru Todea
- Eugen Țurcanu
- A. L. Zissu